# حسن الشمراني (لاعب كرة قدم مواليد 2003)
حسن أحمد الشمراني لاعب كرة قدم سعودي و يلعب كلاعب وسط.

## مسيرة اللاعب
لعب في الفئات السنية في نادي التسامح ونادي الفيصلي.